# Montalto delle Marche
Montalto delle Marche is een gemeente in de Italiaanse provincie Ascoli Piceno (regio Marche) en telt 2258 inwoners (30-06-2011). De oppervlakte bedraagt 34,1 km², de bevolkingsdichtheid is 68 inwoners per km².
De volgende frazioni maken deel uit van de gemeente: Patrignone e Porchia.

## Demografie
Montalto delle Marche telt ongeveer 861 huishoudens. Het aantal inwoners daalde in de periode 1991-2001 met 7,2% volgens cijfers uit de tienjaarlijkse volkstellingen van ISTAT.
| Jaar | Inwoneraantal |
| ---- | ------------- |
| 1991 | 2526          |
| 2001 | 2345          |
| 2011 | 2258          |

## Geografie
De gemeente ligt op ongeveer 512 m boven zeeniveau.
Montalto delle Marche grenst aan de volgende gemeenten: Carassai, Castignano, Cossignano, Monte Rinaldo, Montedinove, Montelparo, Ortezzano.

## Geboren in Montalto delle Marche
- Giuseppe Sacconi (1854-1905), architect (o.a. monument van Victor Emanuel II)

Acquasanta Terme · Acquaviva Picena · Appignano del Tronto · Arquata del Tronto · Ascoli Piceno · Carassai · Castel di Lama · Castignano · Castorano · Colli del Tronto · Comunanza · Cossignano · Cupra Marittima · Folignano · Force · Grottammare · Maltignano · Massignano · Monsampolo del Tronto · Montalto delle Marche · Montedinove · Montefiore dell'Aso · Montegallo · Montemonaco · Monteprandone · Offida · Palmiano · Ripatransone · Roccafluvione · Rotella · San Benedetto del Tronto · Spinetoli · Venarotta
1. ↑  https://demo.istat.it/?l=it.